# Brezelsingen
Das Brezelsingen ist ein Brauchtumsfest in der Großenhainer Pflege und in den angrenzenden Gebieten. Traditionell wird es am Sonntag Laetare, also drei Wochen vor Ostern begangen. Das Brezelsingen gehört zu den Bräuchen der Winterverbrennung und des Todaustragens und ist teilidentisch mit dem Sommertagszug.

## Ursprung
Ursprünglich geht das Brezelsingen auf alte vorchristliche Bräuche zurück. Man nimmt an, dass das Fest in Verbindung mit heidnischen Frühlings- und Fruchtbarkeitsfesten steht, deren Traditionen teilweise in den Brauch eingeflossen sind. Die in den dabei gesungenen Liedern auftauchende „Junge Frau mit milder Hand“ wurde als Frühlingsgöttin Ostara  oder Freya gedeutet. Die Schüssel mit goldenem Rand stellt die ersten Sonnenstrahlen über dem Horizont dar. Um diese Zeit waren die Vorratskammern fast leer, so dass dieser Heischebrauch die Möglichkeit bot, die Not zu lindern. Durch diesen Brauch soll der Winter vertrieben und der Sommer gebracht werden.

## Der Umzug
Tage vor dem Fest beginnen die Vorbereitungen. An einem runden Stab werden oben Fähnchen und Bänder angebracht. Früh morgens treffen sich die Kinder und ziehen dann von Gehöft zu Gehöft. Vor jeder Türe stellen sie sich im Halbkreis auf und singen ihr Lied. Zum Dank werden sie mit Brezeln beschenkt, die von unten auf die Stäbe geschoben werden, so dass sich ein Turm aus Brezeln bildet. Patenkinder bekommen Butterbrezeln, die anderen Kinder Wasserbrezeln. Der Umzug dauert mehrere Stunden. In manchen Orten wurden auch anstelle der Stangen geschmückte Kiefernzweige oder Fichtenzweige getragen und neben den Brezeln gab es auch Eier. In einigen Orten wird an Lätare ein „Sommerbaum“ vor das Haus gestellt, besonders vor das Kinderzimmer, so dass die Kinder den Sommer begrüßen können, wenn sie aufstehen.

### Lied
Von dem beim Umzug gesungenen  Liedⓘ sind mehrere Varianten überliefert.
Variante 1:
Sommer, Sommer, Maie,

wir sind der Kinder Dreie,

Die Schüssel hat nen goldnen Rand,

Die junge Frau hat milde Hand,

sie wird sich schon bedenken

und uns das Gackei schenken,

Schenkt sie uns das Gackei nicht,

so zeig ich meine Fahne nicht,

Der Sommer und der Winter,

das sind Geschwister, Kinder.

Der März und der Mai,

da bleiben wir dabei.
Variante 2:
Summer Summer Maier,

S’ Gackei kost en Dreier,

De Schüssel hat en guldigen Rand,

Die junge Frau hat ’ne milde Hand.

Sie wird sich wohl bedenken

Und uns das Gackei schenken.

Schenkt sie uns das Gackei nich,

Kriegt se unsern Summer nich.
Variante 3:
Der Summer und der Winter,

Das sein Geschwisterkinder.

Geschwisterkinder muß mer haben,

Und sollt mer sche aus der Erde graben.

Der Herbst und der Mai,

Da bleiben mer ooch derbei,

Wir bleibn in unsrem Lande,

Das bringt uns keene Schande.

## Verbreitung
Vor dem Ersten Weltkrieg war der Brauch noch in der Großenhainer Pflege verbreitet und konnte sich nur in den Grenzgebieten zu Brandenburg länger halten. Es ist überliefert, dass in Lorenzkirch die Kinder sich schämten, betteln zu gehen und der Kantor deshalb seine eigenen Kinder zu diesem Umzug schickte. Der Brauch war aber in den 1960er Jahren ausgestorben. Nach der Wende gelang es, diesen Brauch in dem Dorf Peritz wiederzubeleben. Nachgewiesen ist er außerdem für die Orte Lorenzkirch, Fichtenberg in Brandenburg, Lichtensee, Streumen, Koselitz, Tiefenau, Bärwalde und Lüttichau bei Ortrand.